# Skäringer & Mannheimer
Skäringer & Mannheimer var ett poddradioprogram med Mia Skäringer och Anna Mannheimer som hade premiär den måndagen den 24 april 2017 och avslutades efter 188 avsnitt, den 19 april 2021. Podden gick på kort tid upp och förblev sedan Sveriges mest lyssnade kommersiella podd. Året podden avslutades nådde den enligt Orvesto 211 000 lyssnare i veckan.

## Bakgrund
Initiativtagare till podden var producenten Cicci Stenborg som sedan tidigare var manager till Anna Mannheimer.  Hon trodde att de båda kunde fungera bra ihop och bjöd in dem till sitt kontor för att spela in en podd. Varken Mia Skäringer eller Anna Mannheimer kände varandra innan inspelningen och första mötet beskrivs i media som trevande, medan energin förändrades i det andra avsnittet. I podden beskriver de båda huvudpersonerna att första mötet var som terapi och att något förlöstes. Succén blev omedelbar och efter tio avsnitt var podden Sveriges största.

## Särdrag
Podden spelas inte in i studio, utan i producenten Cicci Stenborgs kontor i Göteborg. Cicci Stenborg är själv ofta med i bakgrunden med både skratt och enstaka inspel, och kallas "producent-cicci".
Ett tidigt begrepp blev "rösskan" Mia Skäringers namn på det kvinnliga könsorganet. I ett avsnitt lanserades även en fysisk "midjerösska" som sålde slut på kort tid.
Varje avsnitt avslutades med en sång.

## Avslut
Podden lades ned ett drygt år in i pandemin, vilket Mia Skäringer i en efterföljande intervju menade bidrog till avslutet. 